# Первомайская (Брестская область)
Первомайская (бел. Першама́йская; до 1964 года — Блудень (бел. Блу́дзень)) — агрогородок в Берёзовском районе Брестской области Беларуси. Административный центр Первомайского сельсовета. Население — 1607 человек (2019). Расположена железнодорожная станция Берёза-Картузская.

## География
Агрогородок находится в 6 км к западу от центра города Берёза. Через посёлок проходит ж/д магистраль Минск — Брест, в нём расположена ж/д станция Берёза-Картузская. Местность принадлежит к бассейну Днепра, севернее села протекает небольшая река Кречет, приток Ясельды. Деревня соединена местной дорогой с Берёзой, южнее посёлка проходит дорога автодорога Берёза — Малеч).

## История
До 1964 года населённый пункт носил название Блудень (бел. Блудзень). Впервые Блудень упомянут в 1563 году, в 1590 году королева Анна Ягеллонка подарила его канцлеру великому литовскому Льву Сапеге. В XVI—XVII века Блудень административно принадлежал Берестейскому повету Берестейского воеводства Великого княжества Литовского. В середине XVII века в селе основан православный храм, впоследствии неоднократно перестраивавшийся.
После третьего раздела Речи Посполитой (1795 год) в составе Российской империи, с 1802 года в Гродненской губернии. Во второй половине XIX века имение принадлежало роду Здитовских. В 1871 году через село прошла Московско-Брестская железная дорога, была открыта ж/д станция. В 1884 году в селе случился большой пожар — от искры, вылетевшей из паровоза, сгорели 145 домов.
В 1903 году построено новое, каменное, здание церкви св. Николая, сохранившееся до нашего времени.
Во время Первой мировой войны Блудень оккупирован германскими войсками, а с 1919 года до июля 1920 года и с августа 1920 года — армией Польши. В июле 1920 установлена советская власть. Согласно Рижскому мирному договору (1921) село вошло в состав гмины Берёза Картузская Пружанского повета Полесского воеводства межвоенной Польши. С 1939 года в составе БССР.
В 1941—1944 годах посёлок оккупирован немецко-фашистскими захватчиками. 15 июля 1942 года немецкими оккупантами на местную станцию было доставлено около 1000 евреев — узников Берёзовского гетто. Часть была расстреляна на месте, а остальные в вагонах отправлены на Бронную гору, где они были убиты.
В 1964 году Блудень переименован в Первомайскую.

## Население
| Численность населения (по годам) | Численность населения (по годам) | Численность населения (по годам) | Численность населения (по годам) | Численность населения (по годам) | Численность населения (по годам) | Численность населения (по годам) | Численность населения (по годам) | Численность населения (по годам) | Численность населения (по годам) |
| 1886                             | 1897                             | 1905                             | 1940                             | 1959                             | 1970                             | 1999                             | 2005                             | 2009                             | 2019                             |
| -------------------------------- | -------------------------------- | -------------------------------- | -------------------------------- | -------------------------------- | -------------------------------- | -------------------------------- | -------------------------------- | -------------------------------- | -------------------------------- |
| 716                              | ↗865                             | ↗1424                            | ↗1704                            | ↘1560                            | ↗2220                            | ↘1839                            | ↗1846                            | ↘1765                            | ↘1607                            |

## Культура
- Дом культуры
- Музей

## Достопримечательность
- Братская могила советских воинов и партизан. Похоронены 67 воинов и партизан, погибших в 1941—1944 годы в боях против немецко-фашистских захватчиков. В 1956 году на могиле установлен памятник — скульптура солдата со склонённым знаменем[7].
- Церковь св. Николая (1903 год).
- Старая водонапорная башня на ж/д станции.

### Памятник, скульптура
- Памятник В. И. Ленину
- Памятник землякам. Увековечена память односельчан, погибших в годы Великой Отечественной войны[1].
- Памятник В. П. Чкалову. Установлен на железнодорожной станции Берёза-Картузская. Согласно табличке на пьедестале «Памятник установлен в честь остановки здесь В. Чкалова вместе с Г. Байдуковым и Беляковым в 1937 году по пути на Родину после исторического перелёта через Северный полюс в США»[8]. По другой версии, определяющим в выборе места для установки памятника стал тот факт, что в деревне Первомайская (тогда — Блудень) родился бортмеханик самолёта АНТ-25 Василий Бердник[9].
- Мемориальный знак подпольной комсомольской организации. На здании железнодорожной станции «Береза Картузская»[1].

## Галерея

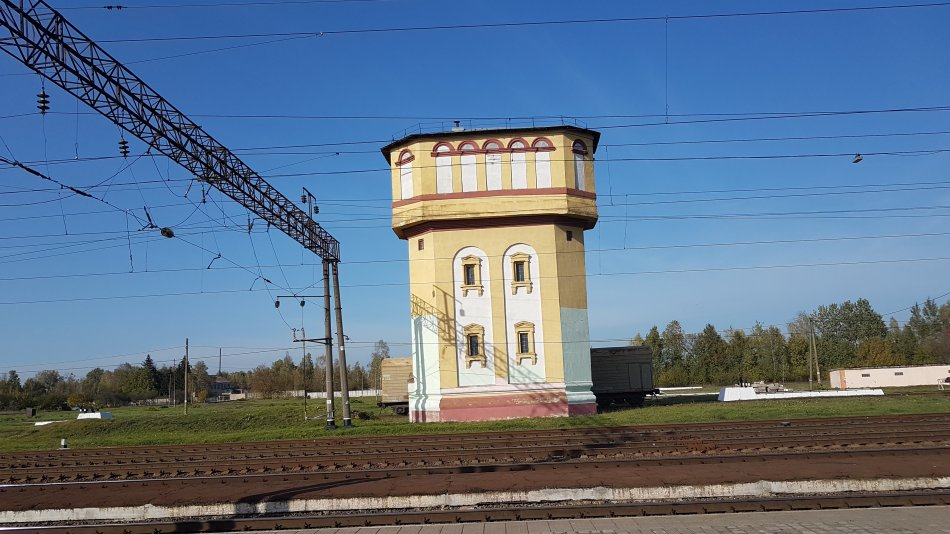
Водонапорная башня на жд станции
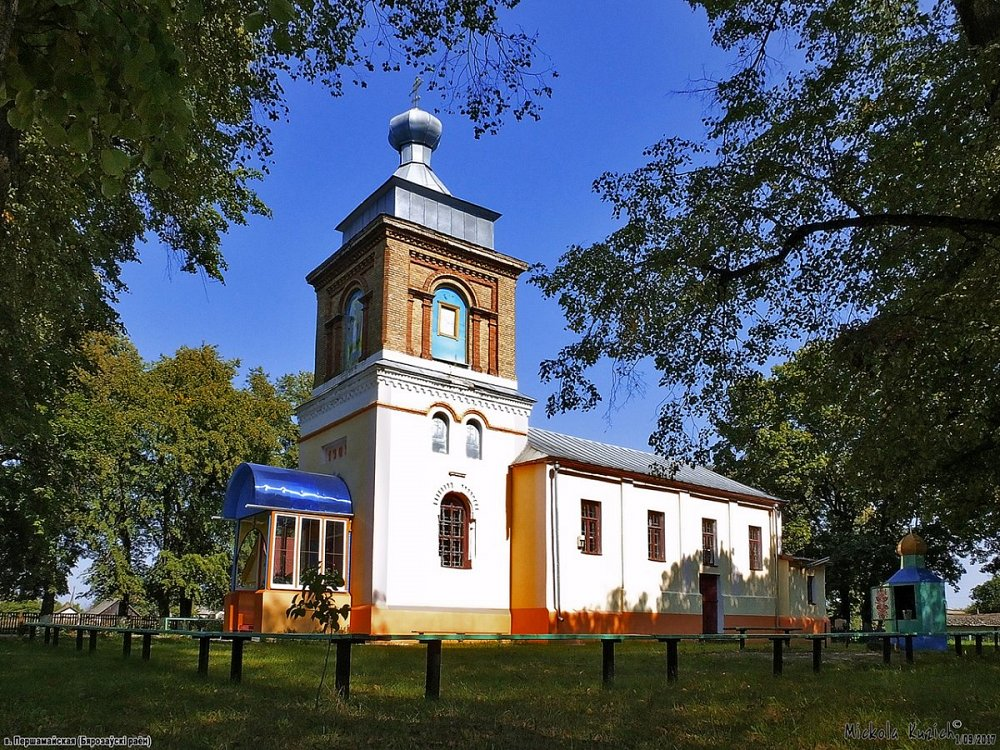
Церковь Св. Николая
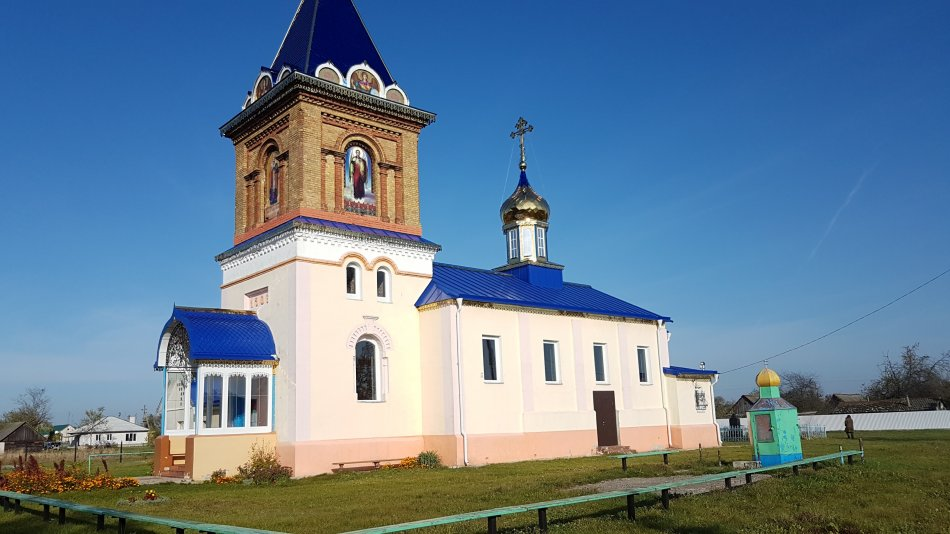
Церковь Св. Николая
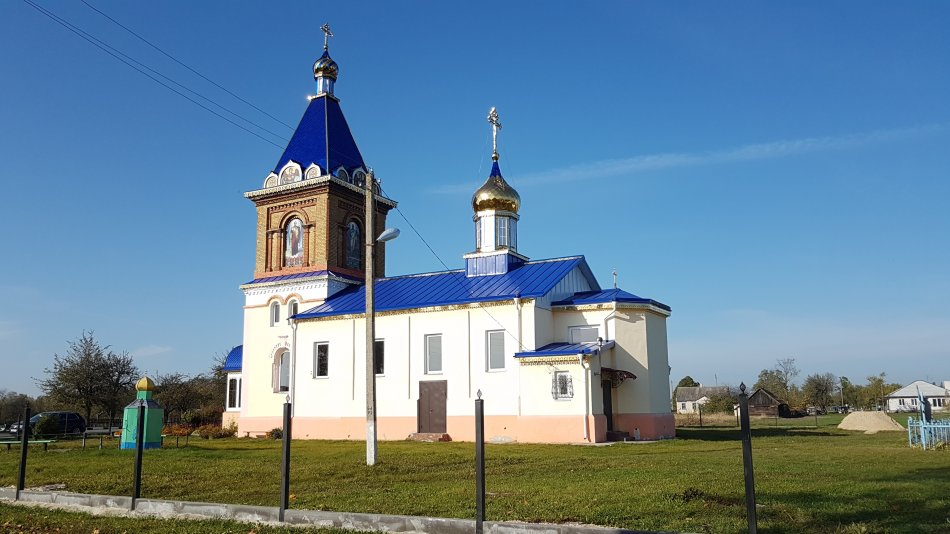
Церковь Св. Николая
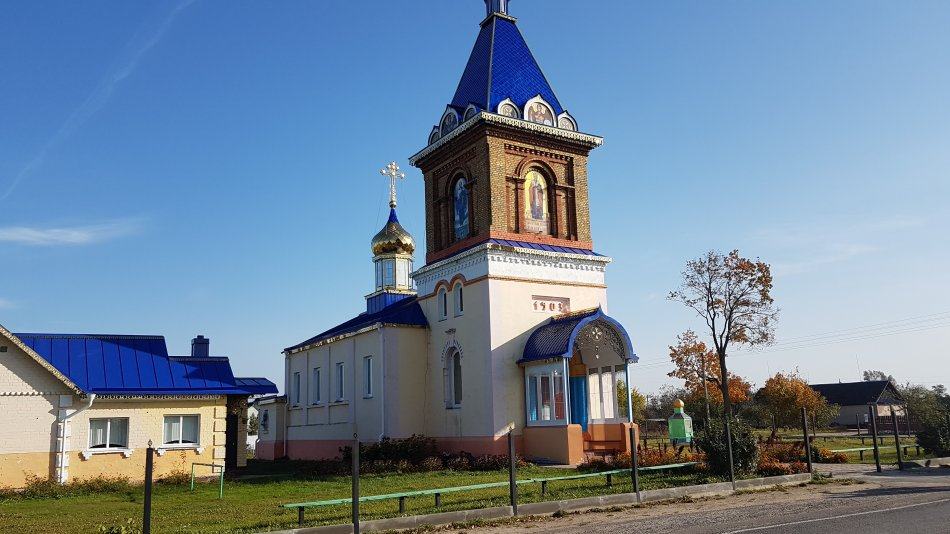
Церковь Св. Николая